# إيزاو ناكاتا
إيزاو ناكاتا (باليابانية: 中田功؛ بالكانا: なかた いさお) هو لاعب شوغي ‏ ياباني، ولد في 27 يوليو 1967 في فوكوكا في اليابان.